# Catocala eutychea
Catocala eutychea is een vlinder uit de familie van de spinneruilen (Erebidae). De wetenschappelijke naam van de soort is voor het eerst geldig gepubliceerd in 1835 door Treitschke.
Deze nachtvlinder komt voor in Europa.